# Nephrotoma zhejiangensis
Nephrotoma zhejiangensis är en tvåvingeart som beskrevs av Yang 1995. Nephrotoma zhejiangensis ingår i släktet Nephrotoma och familjen storharkrankar. Inga underarter finns listade i Catalogue of Life.